# Tory Nyhaug
Tory Nyhaug, né le 17 avril 1992 est un pilote de BMX canadien. Il est notamment médaillé d'or aux Jeux panaméricains de 2015 et médaillé d'argent aux championnats du monde de 2014. Il a représenté le Canada aux Jeux olympiques de 2012 et 2016.

## Palmarès

### Jeux olympiques
- Londres 2012
  - 1/4 de finaliste du BMX
- Rio 2016
  - 5e du BMX

### Championnats du monde
- Rotterdam 2014
  -  Médaillé d'argent du BMX

### Coupe du monde
- 2009 : 29e
- 2010 : 41e
- 2011 : 5e
- 2012 : 4e
- 2013 : 6e
- 2014 : 15e
- 2015 : 17e
- 2016 : 7e
- 2017 : 3e
- 2018 : 32e

### Jeux panaméricains
- Toronto 2015
  -  Médaillé d'or du BMX